# 人斬り
„人斬り“ е японски джидайгеки биографичен филм от 1969 година на режисьора Хидео Гоша по сценарий на Шинобу Хашимото, базиран на роман на Рьотаро Шиба.
Базиран на живота на Окада Изо, филмът описва развитието му от живеещ в нищета ронин през превръщането му в един от най-известните убийци на периода Бакумацу до предателството на господарите му и неговата смърт. Главните роли се изпълняват от Шинтаро Кацу, Тацуя Накадаи, Мицуко Байшо, Юджиро Ишихара.